# Murzasichle
Murzasichle  [ˈmur zaˈɕixlɛ] is een dorp in het Poolse woiwodschap Klein-Polen, in het district Tatrzański. De plaats maakt deel uit van de gemeente Poronin en telt 1100 inwoners.